# 黄富俊

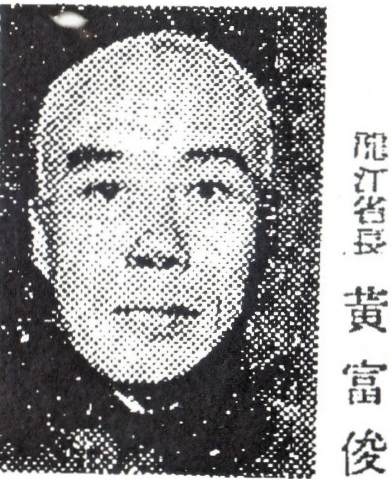
《朝日新聞》
1942年9月29日晚報版

黄富俊（1890年—？），字润轩，奉天沈阳人，满洲国政要。

## 生平
黄富俊早年曾任职于奉天省度支司（后改称财政厅）。1921年起，历任察哈尔省财政厅征榷科科长兼察哈尔兴业银行坐办、奉天陆军粮秣厂第一科科长兼镇威上将军公署军需处第一科科长、镇威军总兵站处兵站监兼陆军粮秣厂总务官、哈尔滨特别区长官公署顾问兼道胜银行清理员等职。满洲国成立后，出任民政部地方司长。1937年至1939年间任安东省省长，1939年至1942年间任龙江省省长，此后又出任兴农部大臣。抗日战争结束后被捕，在抚顺战犯管理所内死去。卒年不详。